# Andrea Palini
Andrea Palini (Gardone Val Trompia, 16 giugno 1989) è un ex ciclista su strada italiano, professionista dal 2012 al 2017.

## Carriera

### 2007-2011: gli esordi e il dilettantismo
Nel 2007 corre fra gli juniores cogliendo due importanti vittorie: una nella prova in linea del campionato italiano svoltosi a Bolano e l'altra nel prologo della 3Tre Ciclistica Bresciana, una crono di un km nella città di Salò. Durante l'anno si classifica inoltre al secondo posto nel Trofeo Città di Ivrea, battuto da Omar Lombardi.
Nel 2008 passa alla categoria Dilettanti Elite/Under-23 con la formazione Gavardo Tecmor, ma i primi piazzamenti di rilievo arriveranno nelle stagioni seguenti. Nel 2009 vince un criterium e il Trofeo Città di Brescia - Memorial Rino Fiori, mentre nel 2010 vince la Coppa Colli Briantei Internazionale; sia nel 2009 che nel 2010, inoltre, coglie un piazzamento tra i primi cinque nel Trofeo Papà Cervi a Gattatico. Nel 2011 si fa notare con diversi piazzamenti, tra cui il quarto posto al Gran Premio della Liberazione vinto da Matteo Trentin e il quinto nella nona tappa del Girobio, quella con arrivo ad Asiago.

### 2012-2014: il professionismo in Italia
Nel 2012 si trasferisce al Team Idea, approdando al professionismo in una squadra con licenza Continental. Il 20 marzo ottiene il suo primo successo da pro nella prima tappa della Settimana Internazionale di Coppi e Bartali: partito in fuga, riesce a vincere la volata ristretta precedendo di pochi secondi il gruppo. Durante il resto della stagione si classifica anche quarto alla Wyścig Solidarności i Olimpijczyków, quinto alla Coppa Bernocchi, secondo alla Tre Valli Varesine e al Gran Premio Carnaghese, quarto al Memorial Marco Pantani.
Nel 2013, viste le buone prestazioni, viene messo sotto contratto dalla formazione World Tour Lampre-Merida. In apertura di stagione vince una tappa e ottiene alcuni podi alla Tropicale Amissa Bongo in Africa; nel prosieguo di annata partecipa quindi alle classiche del nord e ad alcune brevi corse a tappe, ma senza ulteriori risultati. Nel 2014, ancora in maglia Lampre, corre, tra le altre, le classiche di primavera e il Giro di Svizzera, ma ancora senza particolari piazzamenti. In ottobre riesce a cogliere il primo successo stagionale, nella quinta del Tour of Hainan in Cina.

### 2015-2017: i due anni alla Skydive Dubai e il ritiro
Per il 2015 lascia la Lampre-Merida e passa tra le file del team Continental emiratino Skydive Dubai. Già in gennaio si aggiudica due tappe e il terzo posto finale al Tour d'Égypte. Vince poi una frazione alla Tropicale Amissa Bongo, due al Tour of Hainan e una allo Sharjah Tour. Nel 2016 conquista altre due tappe e la classifica a punti alla Tropicale Amissa Bongo, una frazione al Tour de Langkawi e alcuni piazzamenti tra Sharjah Tour e UAE Cup (secondo).
Nel 2017 torna in Italia per gareggiare con il team Androni-Sidermec-Bottecchia diretto da Gianni Savio. In stagione partecipa alla Milano-Sanremo, vince il prologo del Sibiu Cycling Tour e conclude quinto al Trofeo Matteotti. Rimasto senza contratto per il 2018, lascia l'attività ciclistica per diventare massaggiatore del team Under-23 Biesse Carrera Gavardo (suo ex team da Under-23), frequentando anche i corsi della scuola di Massofisioterapia a Bergamo.

## Palmarès
- 2008 (Gavardo Tecmor Under-23, una vittoria)

Coppa Ardigò
- 2009 (Gavardo Tecmor Under-23, due vittorie)

Giro delle Tre Provincie
Trofeo Città di Brescia - Memorial Rino Fiori
- 2010 (Gavardo Tecmor Under-23, una vittoria)

Coppa Colli Briantei Internazionale
- 2011 (Gavardo Tecmor Under-23, una vittoria)

Gran Premio Città di Valeggio
- 2012 (Team Idea, una vittoria)

1ª tappa Settimana Internazionale di Coppi e Bartali (Misano Adriatico > Riccione)
- 2013 (Lampre-Merida, una vittoria)

2ª tappa La Tropicale Amissa Bongo (Yaoundé > Yaoundé)
- 2014 (Lampre-Merida, una vittoria)

5ª tappa Tour of Hainan (Wanning > Sanya)
- 2015 (Skydive Dubai Pro Cycling Team, sette vittorie)

2ª tappa Tour d'Égypte (Hurghada Airport > Hurghada Airport)
4ª tappa Tour d'Égypte (Makadi > Makadi)
4ª tappa La Tropicale Amissa Bongo (Ndjole > Lambaréné)
1ª tappa Tour of Hainan (Xinglong > Xinglong)
2ª tappa Tour of Hainan (Xinglong > Wenchang)
4ª tappa Sharjah Tour (Sharjah > Madam)
4ª tappa Jelajah Malaysia (Kuala Kumpur > Putrajaya)
- 2016 (Skydive Dubai Pro Cycling Team, tre vittorie)

1ª tappa La Tropicale Amissa Bongo (Kango > Lambaréné)
2ª tappa La Tropicale Amissa Bongo (Fougamou > Mouila)
2ª tappa Tour de Langkawi (Sungai Petani > George Town)
- 2017 (Androni-Sidermec-Bottecchia, una vittoria)

Prologo Sibiu Cycling Tour (Sibiu, cronometro)

### Altri successi
- 2015 (Skydive Dubai Pro Cycling Team)

Classifica a punti Sharjah Tour
2ª tappa Jelajah Malaysia (Putrajaya, cronosquadre)
Classifica a punti Jelajah Malaysia
Classifica a punti Tour of Al Zubarah
- 2016 (Skydive Dubai Pro Cycling Team)

Classifica a punti La Tropicale Amissa Bongo
1ª tappa Sharjah Tour (Sharjah, cronosquadre)

## Piazzamenti

### Classiche monumento
- Milano-Sanremo

2017: 158º
- Giro delle Fiandre

2013: ritirato
2014: ritirato
- Parigi-Roubaix

2013: 89º
2014: 80º